# 7 секунд (фильм)
«7 секунд» (англ. 7 Seconds) — американо-румынско-швейцаро-британский боевик 2005 года. Фильм вышел сразу на DVD без предварительного показа в кинотеатрах.

## Сюжет
Профессиональный вор Джек Таливер и его банда совершают дерзкое, но удачное ограбление инкассаторской машины. Вскоре их начинают по одному убивать члены румынской группировки — в руки Таливера попал крепко запечатанный кейс с чем-то очень ценным. В дело вмешивается кровожадный российский миллионер. В конце ленты выясняется, что вся эта кровь проливалась из-за бесценного шедевра Ван Гога.

## В ролях
- Уэсли Снайпс — Джек Таливер, главарь банды
- Тэмзин Аутуэйт — Келли Андерс, сержант полиции
- ДеОбия Опарей — Спэнки
- Джорджина Райланс — Сьюза
- Пит Ли-Уилсон — Алексей Кучинов, российский миллионер
- Эдриан Лакис — Вандербринк
- Стивен Боксер — Андерхилл
- Адриан Пинтеа — Грапини
- Кори Джонсон — «Причиндал»